# 前原穂高
前原 穂高（まえばら ほだか、1982年12月18日 - ）は、日本の美容師。
宮崎県小林市生まれ。

## 人物
宮崎県小林市に生まれる。
地元の高校を卒業後、福岡県の大村美容専門学校に入学する。
宮村浩気が代表を務めるAFLOATに就職。
デザイニングディレクターとして、12年間勤めたのちに独立を決意。
同校卒業後に上京し、美容師としての道を歩み始める。
2015年5月20日に表参道の骨董通りに1店舗目となる美容室『Violet』をOPEN。
念願のサロンオーナーとなる。
2016年11月23日、名古屋栄に2店舗目をOPEN。
2020年6月24日、横浜NewManに3店舗目をOPEN。
サロンでの美容師業以外にも雑誌やCM等のヘアメイクやヘアショー（審査員など）で活躍する傍、美容師向けセミナー講師として美容業界全体の技術向上にも貢献している。
その他、イベントプロデューサーや自身でのテレビ出演など、活動範囲は広く、周囲からの信頼も厚い。

## 受賞歴
Salon Moedl Award Japan2012　グランプリ
Salon Moedl Award Japan2012　トレンド賞
Salon Moedl Award Japan2012　テクニカル賞
Design Cut 2017vol.1　2016年ファッション誌掲載回数日本一美容師

## ヘアメイク等を担当した著名人
木下優樹菜(タレント)、藤本敏史(芸人)、chay(歌手・モデル)、宮田聡子(タレント・モデル)、トリンドル玲奈(タレント・モデル)、田中理恵(タレント・体操)、筧美和子(タレント)、鈴木明子(フィギュア・タレント)、平木愛美(モデル)、菅野結以(モデル)、nanami(モデル)、加藤夏希(モデル)、バービー (お笑い芸人)、藤田ニコル(モデル)、神戸蘭子(タレント)、仁科仁美(タレント)、上原歩(モデル)、黒滝まりあ(モデル)、瀬戸晴加(モデル)、佐藤優里亜(モデル)、河西美希（ファッションモデル・YouTuber）、佐々木あさひ（YouTuber）、関根りさ（YouTuber）

## ヘアメイク等を担当した雑誌等
ar、JJ、CanCam、ViVi、Ray、AneCan、BAILA、美STORY、PINKY、with、MORE、GISELe、GINER、popteen、Sweet、nonnoScawaii、PREPPY、BOB、TOMOTOMO、しんびよう、OCAPPA、VoCE、MAQUIA、bea'sUP、CLASSY、美的、Myベストヘア、CUTiE、zipper、MEN'S NON-NO、an・an

## ヘアメイク等を担当したテレビCM
明治製菓　きのこの山　木下優樹菜
明治 果汁グミ 「大きなグミの木」篇　木下優樹菜
Schick Intuition（シック・イントゥイション）木下優樹菜
キリン のどごし<生>　木下優樹菜
モルソン・クアーズ・ジャパン　ZIMA（ジーマ）木下優樹菜
ダリヤコーポレーション　ベネゼル・ハイパーストレートパーマ　木下優樹菜
ミュゼプラチナム　MUSEE & PEACE ～夏篇～　トリンドル玲奈
CEDAR CREST（セダークレスト） トリンドル玲奈
ロート製薬　肌研 ハダラボ 極水 Kiwamizu「驚きのうるおい」篇

## 出演番組
TBS『Take Me Out』～衝撃の日本初上陸SP～（2009年9月29日）
日本テレビ『ヒルナンデス!』～ anan認定 イケメンすぎる美容師ナンデス ～（2011年8月30日）
フジテレビ『東京女子箱（Tokyo joshi-bako）』（2012年10月25日）
NHK　BSプレミアム『女神ビジュアル』（2013年8月21日）
TBS『今、この顔がスゴい!』（2013年9月19日）
テレビ朝日『BeauTV〜VoCE』～自分でできるモテ髪テク！旬なツヤ髪、抜け感クセ毛ウェーブも！～（2016年9月2日）
日本テレビ『スッキリ (テレビ番組)』～ビューティーチャー～（2019年11月18日）
テレビ朝日『BeauTV〜VoCE』～最新！2パターンの韓国風巻き髪テクニック～（2021年5月7日）
テレビ朝日『BeauTV〜VoCE』～梅雨の時期に最適！ヘアスタイリング術～（2021年5月21日）
テレビ朝日『BeauTV〜VoCE』～ふんわり感のあるトレンドのダブルバング～（2021年6月4日）